# Regionale feestdag
Een regionale feestdag is een feestdag die geassocieerd is met een bepaalde streek of regio. Hierbij wordt begrepen dat de streek of regio die bij de feestdag hoort niet overeenkomt met een onafhankelijke, bestuurlijke eenheid. Het bekendste onderscheid is met een nationale feestdag, een feestdag die gevierd wordt binnen een land.
Regionale feestdagen zijn normaal gesproken verbonden aan regionale tradities of historische gebeurtenissen van regionaal belang. Te denken valt aan de herdenking van een gewonnen veldslag (of in een enkel geval een verloren veldslag), de dag dat normaal gesproken het regionale oogstseizoen begon of iets dergelijks.
Vaak is een regionale feestdag een uiting van de lokale subcultuur in een regio. Regionale feestdagen komen bijvoorbeeld regelmatig voor onder regio's en lokale volksstammen die ooit onafhankelijk waren, maar later opgenomen zijn in een groter geheel (denk aan Vlaanderen binnen België). Als zodanig is de reactie van de grotere, bestuurlijke eenheid op dit regionalisme vaak veelzeggend: bezetters proberen vaak regionale feestelijkheden en gebruiken te onderdrukken, terwijl in een eenheid die vreedzaam tot stand gekomen is vaak van overheidswege ruimte wordt gemaakt voor dergelijke uitingen van regionale cultuur.
Een belangrijk onderscheid dient te worden gemaakt tussen regionale feestdagen en de feestdagen van andere vormen van subculturen. Een regionale feestdag is verbonden aan een vaste regio en niet aan, bijvoorbeeld, een religieuze groepering. Joodse families in de gehele wereld vieren bijvoorbeeld chanoeka waar ze ook zijn -- maar daarmee wordt chanoeka niet overal een regionaal feest. Een regionale feestdag wordt onderscheiden van de feestdagen van andere subculturen door (al dan niet officieuze) erkenning door het regionale bestuur en een vorm van viering waarbij de hele regio betrokken wordt.